# نصرالله رادش
نصرالله رادش (تولد ۱۲ آذر ۱۳۴۵) هنرپیشه اهل ایران است. از او بیشتر به عنوان کمدین یاد می‌شود. همچنین او گوهرکار است.

## فعالیت هنری
او با بازی در مجموعه «پرواز ۵۷» به کارگردانی «مهران مدیری» به تلویزیون آمد و با حضور در مجموعه‌هایی نظیر ساعت خوش، روزگار جوانی و زیر آسمان شهر به شهرت رسید. پس از چند سال وقفه، نام رادش با بازی در نقش «حیف نون» در مجموعهٔ «باغ مظفر» و یک ربات در مجموعهٔ مسافران، دوباره بر سر زبان‌ها افتاد.

## فیلم‌شناسی

### مجموعه تلویزیونی
| سال       | نام مجموعه             | سمت    | کارگردان                  | توضیحات    |
| --------- | ---------------------- | ------ | ------------------------- | ---------- |
| ۱۳۷۱      | پنچری                  | بازیگر | هرمز هدایت                | شبکه ۲     |
| ۱۳۷۲      | پرواز ۵۷               | بازیگر | مهران مدیری               | شبکه ۲     |
| ۱۳۷۳      | ساعت خوش               | بازیگر | مهران مدیری               | شبکه ۲     |
| ۱۳۷۴      | سال خوش                | بازیگر | مهران مدیری               | شبکه ۲     |
| ۱۳۷۵      | هوای تازه              | بازیگر | محمد رحمانیانحسن فتحی     | شبکه ۳     |
| ۱۳۷۶      | سلام سلام              | بازیگر | سیدعلی سمنانی             | شبکه تهران |
| ۱۳۷۶      | گل من گلی              | بازیگر | قاسم جعفری                | شبکه تهران |
| ۱۳۷۷      | دردسر بزرگ             | بازیگر | علی عبدالعلی‌زاده          | شبکه ۲     |
| ۱۳۷۷      | روزگار جوانی (سری اول) | بازیگر | شاپور قریب                | شبکه تهران |
| ۱۳۷۸      | روزگار جوانی (سری دوم) | بازیگر | اصغر توسلی                | شبکه تهران |
| ۱۳۷۸      | شب‌زدگان                | بازیگر | محسن محسنی‌نسب             | شبکه تهران |
| ۱۳۸۰      | زیر آسمان شهر          | بازیگر | مهران غفوریان             | شبکه ۳     |
| ۱۳۸۰      | طبقه وسط               | بازیگر | مهران غفوریان             | شبکه تهران |
| ۱۳۸۱      | آشتی کنان              | بازیگر | مجید صالحی                | شبکه ۳     |
| ۱۳۸۲      | یه بوم و دو هوا        | بازیگر | یوسف صیادی                |            |
| ۱۳۸۳      | او مثبت +o             | بازیگر | علی شاه‌حاتمی              | شبکه ۱     |
| ۱۳۸۴      | اکسیژن                 | بازیگر | مهدی مظلومی               | شبکه تهران |
| ۱۳۸۵      | باغ مظفر               | بازیگر | مهران مدیری               | شبکه ۳     |
| ۱۳۸۷      | مرد هزارچهره           | بازیگر | مهران مدیری               | شبکه ۳     |
| ۱۳۸۸      | دفتر مشق               | بازیگر | کریم سربخش                | شبکه قرآن  |
| ۱۳۸۸      | مسافران                | بازیگر | رامبد جوان                | شبکه ۳     |
| ۱۳۹۰      | خانه اجاره‌ای           | بازیگر | رامین ناصرنصیرشاهد احمدلو | شبکه ۳     |
| ۱۳۹۰      | کسی خوابه؟             | بازیگر | سید جواد رضویان           | شبکه ۱     |
| ۱۳۹۱      | مهمانان ویژه           | بازیگر | سیدجواد رضویان            | شبکه تهران |
| ۱۳۹۳–۱۳۹۴ | در حاشیه               | بازیگر | مهران مدیری               | شبکه ۳     |
| ۱۳۹۴–۱۳۹۵ | در حاشیه ۲             | بازیگر | مهران مدیری               | شبکه ۳     |
| ۱۳۹۷–۱۳۹۶ | محله گل وبلبل          | بازیگر | احمد درویشعلی پور         | شبکه ۲     |
| ۱۳۹۸–۱۳۹۷ | دنیای گمشده            | بازیگر | امین امانی                | شبکه ۲     |
| ۱۴۰۱–۱۴۰۰ | جزر و مد               | بازیگر | علی عبدالعلی زاده         | شبکه ۲     |

### سینمایی
| سال  | فیلم           | کارگردان         |
| ---- | -------------- | ---------------- |
| ۱۳۷۸ | شیرهای جوان    | محسن محسنی‌نسب    |
| ۱۳۸۴ | سرتو بدزد رفیق | علی عبدالعلی‌زاده |
| ۱۳۸۷ | نظام از راست   | محمدرضا ورزی     |
| ۱۳۹۰ | خنده در باران  | داریوش فرهنگ     |
| ۱۳۹۸ | نارگیل۲        | داوود اطیابی     |

### شبکه نمایش خانگی
| سال  | اثر         | کارگردان      |
| ---- | ----------- | ------------- |
| ۱۳۸۵ | فضانوردان   | سیامک انصاری  |
| ۱۳۹۲ | گنج مظفر    | مهران مدیری   |
| ۱۳۹۲ | شوخی کردم…! | مهران مدیری   |
| ۱۳۹۴ | عطسه        | مهران مدیری   |
| ۱۳۹۹ | شام ایرانی  | سعید ابوطالب  |
| ۱۴۰۱ | بالا        | حسن امیری     |
| ۱۴۰۲ | ناتو        | مهدی صفی یاری |
| ۱۴۰۲ | اسکار       | مهران مدیری   |
| ۱۴۰۳ | جوکر۲       | احسان علیخانی |
| ۱۴۰۳ | اجل معلق    | عادل تبریزی   |

## تئاتر
| سال  | اثر                      | کارگردان    |
| ---- | ------------------------ | ----------- |
| ۱۳۹۶ | ماجراهای حسنی و عمو رادش | مهرداد نظری |

## ساخت صورتک
نصرالله رادش از دوران دانشجویی کار ساخت صورتک را با خمیر نان بربری آغاز کرد. پس از آن با موادی مانند خمیر بازی و خمیر گل چینی اقدام به ساخت صورتک نمود. او همچنین نمایشگاه‌هایی برای ارائه صورتک‌های گلی به عموم، برگزار کرده است. ویژگی خاص این صورتک‌ها بداهه‌پردازی آنها است. آثار او عموماً ذهنی و بدون مدل هستند.